# Medalha Johann Georg Zimmermann
A Medalha Johann Georg Zimmermann (em alemão:  Johann-Georg-Zimmermann-Medaille) é uma condecoração destinada a médicos da Alemanha, dotada com 5.000 euros (situação de 2013), concedida desde 2002 a indivíduos que se engajam no combate contra o câncer. É denominada em memória de Johann Georg Zimmermann.
Juntamente com a Medalha Johann Georg Zimmermann é concedida anualmente desde 2002 o Forschungspreis, dotado com 10.000 euros (situação em 2013). De 1972 a 2001 foi também dotado o Wissenschaftspreis, dotado no final com 30.000 DM e o Förderpreis, dotado com 2.000 até 10.000 DM.
A Medalha Johann Georg Zimmermann e os outros prêmios foram concedidos até 2012 pela Johann-Georg-Zimmermann-Verein, resultante de uma dotação do Deutsche Hypothekenbank. Desde 2013 a Medalha Johann Georg Zimmermann e o Prêmio Johann Georg Zimmermann são concedidos pela Förderstiftung MHH plus, a fundação central da Escola de Medicina de Hannover, financiados pelo Deutsche Hypothekenbank.

## Recipientes

### Recipientes da Medalha Johann Georg Zimmermann
- 2002/2003 Christian Herfarth
- 2003/2004 Peter Propping
- 2004/2005 Harald Stein
- 2005/2006 Rolf Sauer
- 2006/2007 Harald zur Hausen
- 2007/2008 Paul Kleihues
- 2008/2009 Rüdiger Hehlmann
- 2009/2010 Rolf Kreienberg
- 2010/2011 Klaus Rajewsky
- 2011/2012 Peter Krammer
- 2012/2013 Charlotte Niemeyer
- 2013/2014 Alexander Knuth[1]
- 2014/2015 Peter Lichter[2]
- 2015/2016 Gerd Nettekoven[3]

### Recipientes doForschungspreis
- 2002/2003 Heike Allgayer
- 2003/2004 Wolf-Karsten Hofmann
- 2004/2005 Jürgen C. Becker
- 2005/2006 Carsten Müller-Tidow
- 2006/2007 Michael Boutros
- 2007/2008 Simone Fulda
- 2008/2009 B. Michael Ghadimi, Nisar Peter Malek
- 2009/2010 Florian Richard Greten
- 2010/2011 Hans Christian Reinhardt
- 2011/2012 Lars Zender
- 2012/2013 Michael Heuser
- 2013/2014 Soyoung Lee, Clemens Schmitt[1]
- 2014/2015 Daniel Nowak[2]
- 2015/2016 Aurelio Teleman[3]

### Recipientes doWissenschaftspreis
- 1973 Axel Georgii, Hans Osswald, Fritz Trepel, Peter Schick, Harald Theml
- 1974 Charles-M. Gros, Josef Zajicek
- 1975 Peter N. Magee
- 1976 Otto Käser, Heinz Oeser
- 1977 Norbert Brock, Georges Mathé
- 1978 Phil Gold, Wolfgang Horst
- 1979 Donald Pinkel, Hansjörg Riehm
- 1980 Birgit van der Werf-Messing
- 1981 Peter W. Jungblut, Umberto Veronesi
- 1982 William H. Beierwaltes
- 1983 Natale Cascinelli, Egon Macher
- 1984 Richard Doll
- 1985 Eberhard Scherer, Carl G. Schmidt
- 1986 Paul Hermanek
- 1987 Peter Duesberg
- 1988 Karl Heinrich Welte
- 1989/1990 Gerd Friedmann, Karl zum Winkel
- 1990/1991 Claus Bartram
- 1994/1995 Gerhard Schaller
- 1996/1997 Dieter Hoelzer
- 1997/1998 Hartmut Rabes
- 1998/1999 Ernst-Ludwig Winnacker
- 2000/2001 Volker Diehl
- 2001/2002 Michael Bamberg

### Recipientes doFörderpreis
- 1989/1990 Mattias Bollow, Peter Heintz, Reinhard Erlemann, Joachim Sciuk
- 1990/1991 Karin Frank-Raue, Michael Kneba
- 1994/1995 Jenny Chang-Claude, Klaus H. Baumann, Cornelius Knabbe